# Австралийская центрина
Австралийская центрина, или австралийская акула-свинья (лат. Oxynotus bruniensis) — вид рода трёхгранных акул одноимённого семейства отряда катранообразных. Распространён в юго-западной части Тихого океана на глубине до 1067 м. Максимальный зарегистрированный размер 91 см. Тело очень короткое, массивное и высокое, треугольное в поперечнике, высокие и крупные спинные плавники в виде паруса, у основания которых имеются короткие, толстые шипы. Анальный плавник отсутствует. Эти акулы размножаются яйцеживорождением, в помёте до 7 новорожденных. Рацион состоит из мелких бентических животных. Коммерческой ценности не представляют.

## Таксономия
Впервые вид был описан в 1893 году австралийским ихтиологом Джеймсом Дугласом Огилби на основании высушенного образца, найденного на берегу острова Бруни, юго-восточная Тасмания. Изначально вид был описан как Centrina bruniensis, видовой эпитет был дан по названию места находки. Впоследствии род Centrina был признан синонимом рода трёхгранных акул.

## Ареал
Довольно редкие обитатели умеренных вод, австралийские центрины, встречаются в юго-западной части Тихого океана у берегов Австралии от Крауди Хэд до Нового Южного Уэльса до южного побережья Тасмании, а также вплоть до Эсперанса. Кроме того, они попадаются в водах Новой Зеландии и соседних островов, на поднятии Чатем, Новозеландском плато и плато Челенджер. Эти акулы предпочитают держаться у дна на внешней границе континентального и островного, а также в верхней части континентального склона на глубинах от 45 до 1067 м, однако чаще всего они встречаются на глубинах между 350 и 650 м.

## Описание
Максимальный зарегистрированный размер составляет 91 см, средний — около 75 см. Тело очень массивное, короткое, высокое, треугольное в поперечнике. Голова слегка приплюснута, рыло короткое и закруглённое. Крупные ноздри расположены близко друг к другу. Сразу позади глаз имеются маленькие круглые брызгальца. Рот сравнительно невелик, по углам пролегают глубокие борозды. Толстые губы усеяны бугорками. Во рту имеется 12—19 верхних и 11—13 нижних зубных рядов. Верхние зубы небольшие с узким остриём, нижние широкие, в виде треугольных лезвий. 5 пар жаберных щелей.

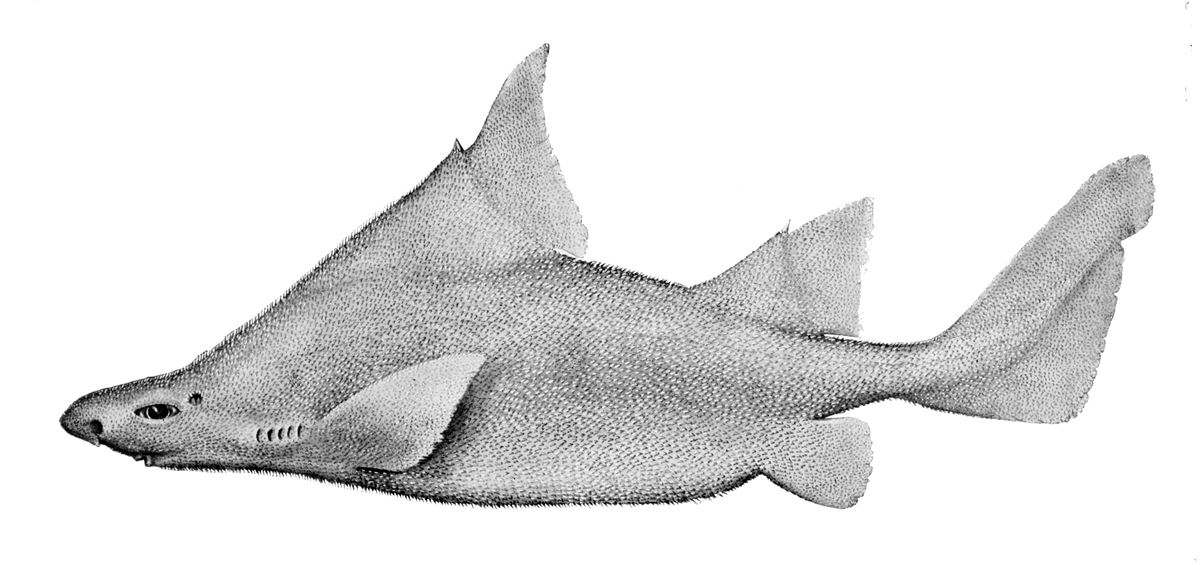
Высокие спинные плавники придают австралийской центрине характерный «горбатый» вид.

Спинные плавники очень высокие, в виде паруса. Передняя часть каждого плавника мясистая, у основания имеется шип, у которого виден только кончик. Первый спинной плавник сдвинут вперёд, его основание расположено над жаберными щелями, перед основанием грудных плавников. Второй спинной плавник меньше первого, расстояние между ними меньше длины его основания. Вдоль брюха между основаниями грудных и брюшных плавников пролегают жёсткие кили, длина которых меньше длины основания первого спинного плавника. Анальный плавник отсутствует. Хвостовой плавник широкий и высокий, у края верхней лопасти имеется вентральная выемка. Кожа очень грубая, поскольку покрыта крупными плакоидными чешуйками с заострённой верхушкой. Окраска ровного серого или коричневого цвета, свободные кончики грудных и брюшных плавников просвечивают.

## Биология
Необычная форма, размер и крупная печень, наполненная жиром, говорят о том, что австралийские центрины являются медленными пловцами, которые предпочитают зависать не прикладывая усилий в толще воды. Вероятно, они охотятся на мелких донных беспозвоночных и рыб, поиск которых облегчают крупные ноздри и бугорки на губах. Эти акулы размножаются яйцеживорождением, в помёте около 7 новорожденных длиной около 24 см. Самцы самки достигают половой зрелости при длине 55—60 см и 67 см соответственно. Среди известных паразитов моногенеи Asthenocotyle taranakiensis

## Взаимодействие с человеком
Вид не имеет коммерческой ценности. Иногда в качестве прилова попадает в донные тралы, пойманных акул, скорее всего, выбрасывают за борт. Данных для оценки Международным союзом охраны природы статуса сохранности вида недостаточно.